# I ragazzi della Senna/Space Runner
I ragazzi della Senna/Space Runner è un singolo discografico split di Cristina D'Avena e di The Band of Mara, pubblicato nel 1984. 

## Descrizione
Sul lato B è presente un brano di The Band of Mara.
I ragazzi della Senna è un brano musicale inciso da Cristina D'Avena, come sigla dell'anime Il Tulipano Nero. La canzone è stata scritta da Alessandra Valeri Manera su musica di Augusto Martelli. La versione incisa sul 33 giri Fivelandia contiene un errore nel testo ("il 4 luglio c'è la rivoluzione"), poi corretto per tutte le pubblicazioni successive. Nel testo della sigla italiana della serie animata, si colloca erroneamente lo scoppio della rivoluzione francese il 4 luglio, data della Dichiarazione di indipendenza degli Stati Uniti d'America, invece del 14 luglio. Durante le prime messe in onda, andò in sigla anche il verso contenente l'errore ma successivamente, con un montaggio, è stato saltato.
Durante le ospitate a Colorado del 2016, Cristina D'Avena ha cantato diversi suoi pezzi uniti ad altre canzoni italiane o del panorama internazionale, per quanto riguarda I ragazzi della Senna è stata cantata con La guerra di Piero di Fabrizio De André.
Nel 2018 questa versione della canzone viene nuovamente arrangiata e incisa dall'artista, insieme a Fabrizio Moro.
Sul lato B si trova Space Runner, un brano musicale inciso da The Band of Mara, gruppo fittizio dietro il quale si celavano gli autori del brano: Vladimiro Albera, Diego Canestrelli e Guido Dall'Oglio, come sigla dell'anime God Mars, scritto da Vladimiro Albera e Diego Canestrelli su musica di Canestrelli e Guido Dall'Oglio.

## Tracce
Lato A
1. Cristina D'Avena – I ragazzi della Senna (Il tulipano nero) – 2:54 (testo: Alessandra Valeri Manera – musica: Augusto Martelli; edizioni musicali Canale 5 Music Srl)

Lato B
1. The Band of Mara – Space Runner – 2:51 (Vladimiro Albera e Diego Canestrelli; edizioni musicali Canale 5 Music Srl)

## Produzione musicale e formazione

### I ragazzi della Senna (Il tulipano nero) (Versione originale)
- Augusto Martelli – Produzione, arrangiamento, direzione orchestra
- Tonino Paolillo – Registrazione e mixaggio al Mondial Sound Studio, Milano
- Orchestra di Augusto Martelli – Esecuzione

#### I ragazzi della Senna (La guerra di Piero Mash-Up)
- Rocco Tanica – adattamento testi
- I Piccoli Cantori di Milano – cori
- Diego Maggi – arrangiamento
- Andrea Pellegrini – fonico
- Luca Nobis – chitarra e mandolini
- Stefano Zeni – violino

#### I ragazzi della Senna (Il tulipano nero) (Versione 2018)
- Davide Tagliapietra – arrangiamento, chitarre e programmazioni
- Will Medini – organo, pianoforte e programmazioni
- Paolo Costa – basso
- Lele Melotti – batteria
- Riccardo "Jeeba" Gilbertini – trombe e trombone

### Space Runner
- Diego Canestrell – produzione, arrangiamento, tastiera, programmazione e voce
- Guido Dall'Oglio – tastiera, programmazione

## Pubblicazioni all'interno di album e raccolte
I ragazzi della Senna e Space Runner sono state inserite all'interno di alcuni album di Cristina D'Avena.
| Anno | Album                                                                           | Titolo                                             | Versione                                            |
| ---- | ------------------------------------------------------------------------------- | -------------------------------------------------- | --------------------------------------------------- |
| 1983 | Fivelandia                                                                      | I ragazzi della Senna (Il tulipano nero)           | Versione originale                                  |
| 1984 | Fivelandia 2                                                                    | Space Runner                                       | Versione originale                                  |
| 1987 | Fivelandia TV                                                                   | I ragazzi della Senna (Il tulipano nero)           | Videoclip utilizzato per la trasmissione televisiva |
| 1992 | Cantiamo con Cristina: Che avventura!                                           | I ragazzi della Senna (Il tulipano nero)           | Base musicale con coro                              |
| 2002 | Greatest Hits                                                                   | I ragazzi della Senna (Il tulipano nero)           | Versione originale                                  |
| 2003 | Greatest Hits - Vol. 1                                                          | I ragazzi della Senna (Il tulipano nero)           | Versione originale                                  |
| 2003 | Greatest Hits                                                                   | I ragazzi della Senna (Il tulipano nero)           | Versione originale                                  |
| 2006 | Cartoonlandia Boys & Girls Story                                                | I ragazzi della Senna (Il tulipano nero)           | Versione originale                                  |
| 2006 | Fivelandia 1 & 2                                                                | I ragazzi della Senna (Il tulipano nero)           | Versione originale                                  |
| 2006 | Fivelandia 1 & 2                                                                | Space Runner                                       | Versione originale                                  |
| 2006 | Fivelandia                                                                      | I ragazzi della Senna (Il tulipano nero)           | Versione originale                                  |
| 2006 | Fivelandia 2                                                                    | Space Runner                                       | Versione originale                                  |
| 2011 | Cartoonlandia Story '80-'90                                                     | I ragazzi della Senna (Il tulipano nero)           | Versione originale                                  |
| 2011 | Supercampioni                                                                   | Space Runner                                       | Versione originale                                  |
| 2011 | Il meglio di Cristina D'Avena                                                   | I ragazzi della Senna (Il tulipano nero)           | Versione originale                                  |
| 2012 | Bim Bum Bam Compilation                                                         | I ragazzi della Senna (Il tulipano nero)           | Versione originale                                  |
| 2015 | Cristina D'Avena                                                                | I ragazzi della Senna (Il tulipano nero)           | Versione originale                                  |
| 2016 | –                                                                               | I ragazzi della Senna (La guerra di Piero Mash-Up) | –                                                   |
| 2017 | I grandi classici - Le sigle storiche dei cartoni di Canale 5, Italia 1, Rete 4 | I ragazzi della Senna (Il tulipano nero)           | Versione originale                                  |
| 2018 | Duets Forever - Tutti cantano Cristina                                          | I ragazzi della Senna (Il tulipano nero)           | Versione 2018 in duetto con Fabrizio Moro           |
| 2018 | Duets + Duets Forever - Tutti cantano Cristina                                  | I ragazzi della Senna (Il tulipano nero)           | Versione 2018 in duetto con Fabrizio Moro           |